# Déjanire
Déjanire  är en fransk opera (tragédie lyrique) i fyra akter med musik av Camille Saint-Saëns och libretto av Louis Gallet och Camille Saint-Saëns. Den sista av Saint-Saëns operor hade premiär den 14 mars 1911 på Théâtre de Monte-Carlo. En av operans centralfigurer, Hercule (Herakles), hade varit ämnet i två av Saint-Saëns tidigare symfoniska dikter – Le Rouet d'Omphale (1872) och La Jeunesse d'Hercule (1877). Handlingen bygger på Sofokles antika drama Kvinnorna i Trachis (även ämnet för Händels opera Hercules).

## Historia
Déjanire började 1898 som en pjäs med ackompanjerande symfonimusik, körer och en balett. Fernand Castelbon de Beauxhostes, delägare i en nyligen uppförd arena i Béziers (huvudsakligen använd för tjurfäktning), ville göra Béziers centrum för utomhusopera. Han övertalade Saint-Saëns att komponera musiken till en föreställning av Louis Gallets episka versdrama Déjanire som invigningsstycke.

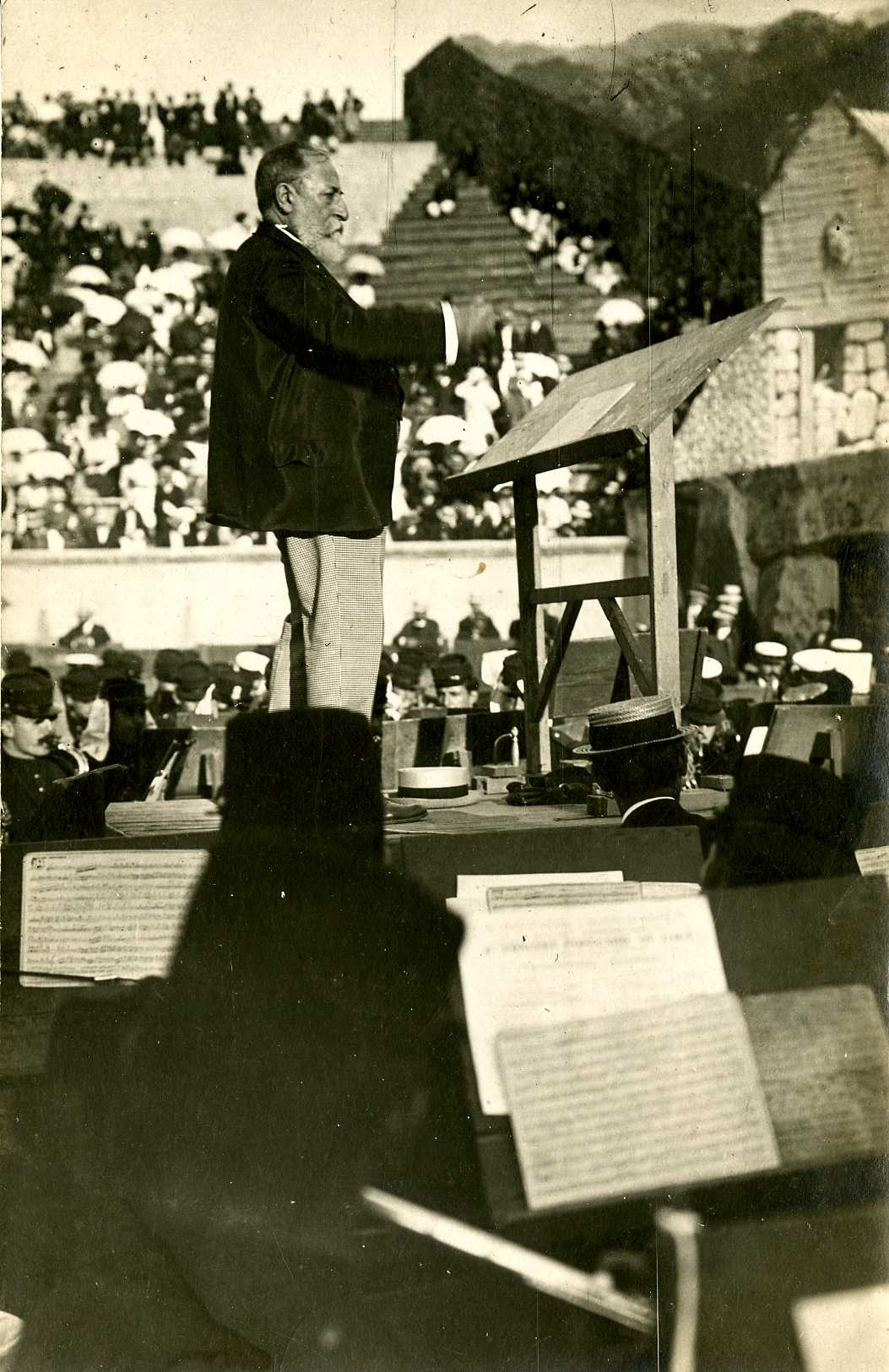
Första framförandet av pjäsen Déjanire på arenan i Béziers (1898) med Saint-Saëns som dirigent.

Saint-Saëns var till en början motvillig till att få sin musik framförd i vad han kallade ett "avskyvärt blodstempel". Castelbon lyckads övertyga honom att besöka arenan och han hälsades av gömda musiker som spelade till hans ära. I augusti 1898 öppnades Béziers med två föreställningar av Déjanire inför 12 000 besökare varje gång. Mottagandet blev extatiskt och Saint-Saëns dirigerade en enorm musikerskara bestående av en hundramannakör, flera militärorkestrar och en vanlig orkester inklusive 18 harpor och 25 trumpeter. Trots att Louis Gallet var dödssjuk och led av dövhet lyckades han närvara vid den andra föreställning. I sina memoarer mindes Saint-Saëns:
Trots alla hinder, inklusive hans dåliga hälsa som gjorde resan smärtsam, ville han se sitt verk en gång till. Han hörde ingenting, varken sångarna, körerna, inte ens applåderna från de tusentals besökare som entusiastiskt applåderade. En kort tid senare gick han bort och lämnade ett tomrum i sina vänners hjärtan som aldrig kan fyllas.
Tolv år senare omarbetade Saint-Saëns Gallets pjäs till en fullaftonsopera på beställning av Opéra de Monte-Carlo. Gabriel Fauré befann sig i publiken på premiären den 14 mars 1911, dirigerad av Léon Jehin och regisserad av Raoul Gunsbourg.

## Uppförandehistorik
Efter premiären i Monte Carlo spelades verket på Parisoperan den 22 november 1911. (Parispremiären orsakade en mindre skandal då Mlle. Delsaux dansade balettdelen med bara ben och iförd endast "genomskinliga skynken" i stället för den traditionella balettkjolen.)
Det första framförandet i USA skedde den 9 december 1915 då den framfördes av Chicago Opera Association med Carmen Melis och Lucien Muratore i huvudrollerna. Nuförtiden framförs operan sällan men 1985 spelades den på Festival de Radio France et Montpellier dirigerad av Serge Baudo.
| Roller                            | Stämma    | Premiärbesättning 14 mars 1911 (Dirigent: Léon Jehin) |
| --------------------------------- | --------- | ----------------------------------------------------- |
| Déjanire (Deianeira)              | sopran    | Félia Litvinne                                        |
| Iole                              | sopran    | Yvonne Dubel                                          |
| Phénice                           | kontraalt | Germaine Bailac                                       |
| Hercule (Herakles)                | tenor     | Lucien Muratore                                       |
| Philoctète (Philoctetes)          | baryton   | Henri Dangès                                          |
| Folket i Oechalia i Trachis (kör) |           |                                                       |

## Handling
Plats: Trachis
Timd: Antika Grekland
Hercule har dödat kung Eurytus av Oechalia och hotat staden med att äkta kungens vackra dotter Iole. Budet att meddela Iole har fallit på  Philoctète, som är hennes älskare. Iole erkänner för Hercule att hon älskar Philoctète men måste ändå gifta sig med honom för att skona Philoctètes liv. Phénice försöker övertga Hercules hustru Déjanire att lämna honom. Istället försöker den desperata Déjanire vinna tillbaka sin make. När detta misslyckas bestämmer hon sig för att hjälpa Iole genom att henne Nessos blodsindränkta skinn. Innan hon dog berättade Nessos för Déjanire att hans blod hade den magiska kraften att återvända den otrogne. Vad Déjanire inte vet är att blodet i själva verket är giftigt. Iole ger skinnet till Hercule på deras bröllopsnatt. När han sätter på sig skinnet plågas han av olidliga smärtor. I sin förtvivlar kastar han sig i bröllopselden och dör samtidigt som han förs upp till gudarnas berg Olympen.